# Mario Kempes
Mario Alberto Kempes, född 15 juli 1954 i Bell Ville i provinsen Córdoba, är en argentinsk före detta professionell fotbollsspelare (anfallare). Han är främst känd för att med två mål ha avgjort VM-finalen 1978 mot Nederländerna. Målen gav honom även skytteligasegern i turneringen.

## Karriär
Kempes började sin bana som fotbollsproffs hemma i Argentina. År 1973 fick han göra sin första match i ligan och redan året därpå etablerade han sig som en stor målskytt när han Isin nya klubb Rosario Central vann skytteligan både 1974 och 1976.

### Succé i Spanien
År 1977 tog hans målsinne honom till Spanien och Valencia CF där succén fortsatte för argentinaren. Nya skytteligatitlar 1977 och 1978 gav honom en självklar plats i det argentinska landslag som skulle försöka ta VM-titeln på hemmaplan. Kempes, den ende spelaren i truppen som inte spelade i ett argentinskt klubblag, var turneringens stora stjärna. Han vann skytteligan på 6 mål och avgjorde finalen mot Holland med sina två mål under förlängningen i en match som slutade 3–1. Argentina hade vunnit sitt första VM-guld någonsin, Kempes blev stor nationalidol och senare samma år utnämnd till "Sydamerikas bästa fotbollsspelare".

### Fortsatt målskytte tillbaka i hemlandet
Kempes fortsatte sitt målskytte i det Valencia som bland annat vann Spanska cupen och sedan också Cupvinnarcupen de närmaste åren. Han var lagets stora målskytt med undantag för ett par svackor. 1981 såldes han till River Plate hemma i Argentina, där det blev ligaseger och 15 mål från Kempes fötter och huvud.
Efter ett par år köpte Valencia tillbaka honom, där han tillbringade ytterligare två år innan han köptes över av ligakonkurrenten Hércules Alicante. När Kempes nu kommit en bit över 30-årsstrecket hade glöden falnat en aning och han var inte längre lika attraktiv för de stora europeiska ligorna.

### Till mindre klubbar
Österrike blev nästa anhalt i karriären. 3 klubbar på 7 år blev facit innan han 1992 aviserade ett slut på karriären. 1995 återvände Kempes till Argentina och Rosario Central, klubben där karriären tog fart, för att där spela en sista match – där han sin vana trogen även gjorde mål. Det var tänkt att bli slutpunkten på en lång karriär för en av Argentinas vassaste målskyttar i historien. Men – redan senare samma år skrav han som 41-åring på för chilenska Fernández Vial, där det blev 5 mål på 11 matcher. Kempes drog sedan vidare till Indonesien där han skrev på för Pelita Jaya. 

### Tränaruppdrag
I Pelita Jaya påbörjade han sin karriär som tränare, men efter några månader var det dags för en ny oväntad flytt till Albanien. Där blev han den högsta ligans förste utländske tränare i klubben KS Lushnja. Tiden i Albanien blev kort och han återvände till Sydamerika för att fortsätta sin tränarkarriär i Venezuela och därefter hos tre olika klubbar i Bolivia.

## Efter karriären
Efter sin spelar- och tränarkarriär fortsatte Kempes arbeta med fotboll som kommentator och analytiker på den spanska versionen av tv-kanalen ESPN. Han har också föreläst och givit ut en självbiografi. 
Kempes har även gjort röstroller som kommentator i spelserien FIFA Football, från FIFA 13 till FIFA 22.

## Meriter

### I klubblag
Valencia CF
- Spansk Cupmästare 1979 (Copa del Rey)
- UEFA Cupvinnarcupmästare 1980
- UEFA Supercupmästare 1980

 River Plate
- Argentinsk mästare 1981

### I landslag
Argentina
- Världsmästare 1978

### Individuellt
- Skyttekung i argentinska ligan 1974 (Rosario Central)
- Skyttekung i spanska ligan 1977, 1978 (Valencia CF)
- Skyttekung i VM 1978 (Argentina)
- VM:s bäste spelare (utsedd av Fifa) 1978 (Argentina)
- Årets argentinska spelare 1978
- Sydamerikas bästa spelare 1978
- Med på listan Fifa 100 över de 125 bästa då (2004) levande fotbollsspelarna i världen, utsedda av Pelé
- Nr 23 på listan över 1900-talets bästa spelare i Sydamerika[1]